# Paris qui dort
Paris qui dort is een stomme film van de Franse regisseur René Clair.  De film werd gedraaid in 1923 en werd uitgebracht in 1925.  De film is ook bekend onder de naam The Crazy Ray en 3.25.

## Synopsis
Albert, het hoofdpersonage, is Eiffeltoren wachter en woont boven in de toren. Op een dag wordt hij wakker en merkt hij dat er geen bezoekers zijn op de toren én dat de stad onder hem verdacht stil is. Hij vraagt zich af hoe dit komt en gaat met de lift naar beneden. Daar ontdekt hij dat de stad ‘bevroren’ en opvallend leeg is. De tijd lijkt stil te staan en niemand beweegt. De mensen die hij tegenkomt staan stil alsof ze plots bevroren zijn: een zwerver die in een prullenbak graait, een agent die een dief achterna zit, een man die in de Seine lijkt te willen springen, allen zijn geparalyseerd. 
Dan komt hij vier anderen tegen die ook verwonderd om zich heen kijken. Ze concluderen dat alles gisteravond tot stilstand gebracht is behalve zijzelf, omdat zij zich respectievelijk in een vliegtuig of in de Eiffeltoren bevonden. De groep besluit gebruik te maken van de situatie en ze gaan naar een chic restaurant waar ze wijn drinken en de kledij stelen van de rijke gasten die verstild zijn tijdens het diner. Ook gaan ze zwemmen in een fontein en spelen ze met geld op de Eiffeltoren. Ondanks de schijnbaar leuke situatie gaan alle figuren zich vervelen. De mannen proberen de enige vrouw in het gezelschap te pakken te krijgen en er breken gevechten uit. 
Dan horen ze via de radio in het wachtershuisje een noodoproep en besluiten gehoor te geven aan de stem die hen vraagt naar een bepaalde plek te komen. Het gezelschap komt aan bij het laboratorium van professor Crase. Het nichtje van professor Crase heeft de oproep gedaan en zij legt uit dat haar oom een machine heeft ontworpen die een magische zware straal voortbrengt waardoor iedereen in slaap valt. Ze confronteren de professor hiermee  en zeggen hem dat hij de slaaptoestand ongedaan moet maken. De professor blijkt vergeten te zijn om de anti-formule uit te werken. Hij werkt deze alsnog uit en zet de tijd weer in gang. 
Het leven in de stad gaat verder alsof er niets gebeurd is. Albert gaat op stap met het nichtje van professor Crase, de anderen gaan ieder hun eigen weg. Maar Albert heeft geen cent op zak en vat het plan op om met de machine van professor Crase geld te gaan verdienen. Samen met het nichtje zet hij de tijd weer stil en ze gaan op pad om iemands zakken te rollen. Op het moment dat zij daar mee bezig zijn ontdekt professor Crase dat de stad weer slaapt en maakt die toestand weer ongedaan. Albert en het nichtje worden opgepakt voor het zakkenrollen en proberen op het politiebureau uit te leggen wat er gaande is. Ze worden niet geloofd en naar een gesticht gebracht waar de anderen van de groep ook zitten. Ze hebben allemaal hetzelfde ongelofelijke verhaal verteld. Allen worden vrijgelaten en Albert en het nichtje gaan terug naar de Eiffeltoren. Hij vraagt zich af of het niet allemaal een droom is geweest, maar dan vindt hij een ring waardoor hij overtuigd wordt dat het geen droom was en geeft de ring aan het nichtje.

## Rolverdeling
| Acteur             | Personage                    |
| ------------------ | ---------------------------- |
| Henri Rollan       | Albert                       |
| Charles Martinelli | wetenschapper                |
| Louis Pré Fils     | detective                    |
| Albert Préjean     | The piloot                   |
| Madeleine Rodrigue | Hesta                        |
| Myla Seller        | dochter van de wetenschapper |
| Antoine Stacquet   | rijke man                    |
| Marcel Vallée      | dief                         |

## City symphony
De film is te plaatsen binnen het genre van de city symphony, maar met surrealistische trekken. Het genre van de citysymphony beleefde haar hoogtepunt rond de jaren 20 en 30 van de 20e eeuw. Kenmerken van films uit het genre zijn: 
- de stad die gefilmd is wordt getoond als het hoofdpersonage van de film;
- de film is op locatie geschoten;
- de film lijkt op een documentaire van het dagelijks leven (vaak wordt het ritme van een dag/nacht in de stad weergegeven);
- hoge graad van abstractie;
- gebruik van experimentele technieken;
- de film is zelfreflectief

De grootstad was een populair onderwerp in de beginjaren van de vorige eeuw. In New York werden wolkenkrabbers gebouwd en steden werden gezien als een plek voor roes en opwinding. Voorbeelden van city symphonies zijn: Manhatta, Berlin: Die Sinfonie der Großstadt en Regen. De films bevatten de kenmerken van de city symphony, ze zijn anoniem, hebben een hoge graad van abstractie en maken gebruik van veel, voor die tijd experimentele, filmtechnieken. De city symphony probeert weer te geven dat de stad of metropool wordt gekenmerkt door filmische structuren en dat film wordt gekenmerkt door stedelijke structuren. En dat beide goed naar voren komen (film en de stad) wanneer zij samen worden gebracht.
Alhoewel in Paris qui dort Parijs duidelijk in beeld komt, is Parijs niet het hoofdpersonage. René Clair vertelt een fictief verhaal via de esthetica van de city symphony. Parijs is fragmentarisch in beeld gebracht, veel verschillende bekende pistes van de stad dienen als plaats van handeling maar daarnaast staat ook de esthetiek van die pistes centraal, zoals de Eiffeltoren. Het surrealistische element in de film is dat de conventie van tijd en plaats doorbroken wordt. Niet iedereen bevindt zich in dezelfde tijdsdimensie terwijl zij wel tegelijkertijd op dezelfde plek zijn. Alles wat een stad zou kunnen kenmerken (drukte, hybriditeit) wordt tot stilstand gebracht. Clair begreep niet alleen hoe realiteit gemanipuleerd kon worden, maar ook wat een dramatische vertelling kon toevoegen aan die manipulatie. Een herkenbare omgeving wordt op een surrealistische wijze gemanipuleerd waardoor het dramatische verhaal niet alleen amusant wordt om naar te kijken maar de kijker er ook op geattendeerd wordt dat perceptie afhangt van beweging, snelheid en actie.  Elementen die door de filmmaker gecontroleerd worden en worden ingezet als middel om een verhaal te vertellen. In dit geval op een surrealistische manier. Met andere woorden zou je kunnen stellen dat het normatieve karakter van de tijd gedeconstrueerd wordt op een surrealistische wijze.
Naast de grootstad als thema van de moderniteit wordt in Paris qui dort ook het belang van geld benadrukt. De hoofdpersonages stelen kledij en geld van de rijken wanneer zij door de verstilde stad trekken. Maar ook wanneer de stad weer tot beweging is gebracht wordt het gelijk duidelijk dat leven zonder geld onmogelijk is. Albert en het nichtje van professor Crase gaan terug naar de professor om de tijd weer tot stilstand te brengen en  geld te stelen. De verstoring van de sociale orde die gebaseerd is op economie (geld) bedreigt het beginsel van de rede zelf. Met andere woorden: in het verlangen naar meer geld verstoren Albert en het nichtje de bestaande orde door stilstand, om hun eigen behoeftes te bevredigen. Het besef van het belang van geld en de individuele behoefte maken dat Clair een commentaar lijkt te leveren op socioloog Simmel, die schreef dat het leven in de grootstad werd gekenmerkt door intellect en niet door persoonlijke verlangens.  Clair geeft een cinematische kritiek op de ideeën over stedelijkheid van begin 20e eeuw.

## Stilstand/beweging
In de film wordt gespeeld met het gegeven van tijd, het verschil tussen beweging en stilstaan wordt op verschillende manieren benaderd en geaccentueerd. De eerste shots van de film zijn panoramashots genomen vanaf de Eiffeltoren. Vervolgens wordt het hoofdpersonage geïntroduceerd: we zien hem bewegen op het balkon van de toren terwijl de stad roerloos onder hem ligt. Wanneer hij besluit naar beneden te gaan wordt niet alleen hij, maar ook de Eiffeltoren zelf in beeld gebracht. De constructie van het monument wordt geaccentueerd terwijl Albert door die constructie van staal naar beneden rent. Albert wordt gefilmd door een camera op een lift. Dus de camera en Albert bewegen neerwaarts in het stilstaande monument. Dan volgen er verschillende shots van de Eiffeltoren, genomen vanuit verschillende hoeken en hoogtes, soms vanuit een statische en soms vanuit een bewegende camera gefilmd. De toren is door deze filmstijl niet alleen een filmlocatie waar zich een handeling afspeelt, maar biedt ook de mogelijkheid om het spel tussen schaduw en licht, beweging en fixatie, met de camera weer te geven.  De kenmerken van de city symphony zoals het op locatie schieten en het gebruik van experimentele technieken zijn in deze scène terug te vinden.
Vervolgens wordt op straatniveau ook een spel gespeeld met de verhouding tussen film en foto. De plekken die gefilmd worden, zijn statisch in beeld gebracht. Ze doen denken aan ansichtkaarten of foto’s van Parijs. Met het verschil dat de fotografische beelden of ansichtkaarten van in Paris qui dort weer in beweging worden gebracht door de uitvinding van professor Crase. Net zoals film bestaat uit verschillende frames die door een machine in beweging kunnen worden gebracht. De macht die de machine heeft over de tijd komt het duidelijkst naar voren aan het eind van de film, wanneer de tijd meermaals tot stilstand wordt gebracht. De mogelijkheden van cinema zoals stop-motion, acceleratie en animatie worden benadrukt. Door het benadrukken van de mogelijkheden van film en de materie waaruit film bestaat (stilstaande frames) is Paris qui dort ook een meta vertelling over cinema.

## Vertov enParis qui dort
De beroemde filmmaker Dziga Vertov zag in 1926 voor het eerst Paris qui dort, en hij vond de film opwindend maar ook schrijnend. Het bleek namelijk dat hij zelf een film had willen maken in dezelfde technische vorm. Maar hij kreeg tot dan toe nooit toestemming om die film te maken.  Vertov gebruike technieken die ook in Clairs film naar voren komen als freeze framing, versnelling en vertraging, als een communistisch instrument om de wereld mee te decoderen.  Clair heeft door zijn deconstructie van de tijd in Paris qui dort een aanzet gegeven voor Vertov’s Sovjet-meesterwerk De man met de camera uit 1929.